# 1449
Portal Geschichte | Portal Biografien | Aktuelle Ereignisse | Jahreskalender | Tagesartikel

◄ |
14. Jahrhundert |
15. Jahrhundert
| 16. Jahrhundert | ►

◄ |
1410er |
1420er |
1430er |
1440er
| 1450er | 1460er | 1470er | ►

◄◄ |
◄ |
1445 |
1446 |
1447 |
1448 |
1449
| 1450 | 1451 | 1452 | 1453 | ► | ►►
Staatsoberhäupter  · Nekrolog
| Januar | Januar | Januar | Januar | Januar | Januar | Januar | Januar |
| Kw     | Mo     | Di     | Mi     | Do     | Fr     | Sa     | So     |
| 1      |        |        | 1      | 2      | 3      | 4      | 5      |
| 2      | 6      | 7      | 8      | 9      | 10     | 11     | 12     |
| 3      | 13     | 14     | 15     | 16     | 17     | 18     | 19     |
| 4      | 20     | 21     | 22     | 23     | 24     | 25     | 26     |
| 5      | 27     | 28     | 29     | 30     | 31     |        |        |
| ------ | ------ | ------ | ------ | ------ | ------ | ------ | ------ |

| Februar | Februar | Februar | Februar | Februar | Februar | Februar | Februar |
| Kw      | Mo      | Di      | Mi      | Do      | Fr      | Sa      | So      |
| 5       |         |         |         |         |         | 1       | 2       |
| 6       | 3       | 4       | 5       | 6       | 7       | 8       | 9       |
| 7       | 10      | 11      | 12      | 13      | 14      | 15      | 16      |
| 8       | 17      | 18      | 19      | 20      | 21      | 22      | 23      |
| 9       | 24      | 25      | 26      | 27      | 28      |         |         |
| ------- | ------- | ------- | ------- | ------- | ------- | ------- | ------- |

| März | März | März | März | März | März | März | März |
| Kw   | Mo   | Di   | Mi   | Do   | Fr   | Sa   | So   |
| 9    |      |      |      |      |      | 1    | 2    |
| 10   | 3    | 4    | 5    | 6    | 7    | 8    | 9    |
| 11   | 10   | 11   | 12   | 13   | 14   | 15   | 16   |
| 12   | 17   | 18   | 19   | 20   | 21   | 22   | 23   |
| 13   | 24   | 25   | 26   | 27   | 28   | 29   | 30   |
| 14   | 31   |      |      |      |      |      |      |
| ---- | ---- | ---- | ---- | ---- | ---- | ---- | ---- |

| April | April | April | April | April | April | April | April |
| Kw    | Mo    | Di    | Mi    | Do    | Fr    | Sa    | So    |
| 14    |       | 1     | 2     | 3     | 4     | 5     | 6     |
| 15    | 7     | 8     | 9     | 10    | 11    | 12    | 13    |
| 16    | 14    | 15    | 16    | 17    | 18    | 19    | 20    |
| 17    | 21    | 22    | 23    | 24    | 25    | 26    | 27    |
| 18    | 28    | 29    | 30    |       |       |       |       |
| ----- | ----- | ----- | ----- | ----- | ----- | ----- | ----- |

| Mai | Mai | Mai | Mai | Mai | Mai | Mai | Mai |
| Kw  | Mo  | Di  | Mi  | Do  | Fr  | Sa  | So  |
| 18  |     |     |     | 1   | 2   | 3   | 4   |
| 19  | 5   | 6   | 7   | 8   | 9   | 10  | 11  |
| 20  | 12  | 13  | 14  | 15  | 16  | 17  | 18  |
| 21  | 19  | 20  | 21  | 22  | 23  | 24  | 25  |
| 22  | 26  | 27  | 28  | 29  | 30  | 31  |     |
| --- | --- | --- | --- | --- | --- | --- | --- |

| Juni | Juni | Juni | Juni | Juni | Juni | Juni | Juni |
| Kw   | Mo   | Di   | Mi   | Do   | Fr   | Sa   | So   |
| 22   |      |      |      |      |      |      | 1    |
| 23   | 2    | 3    | 4    | 5    | 6    | 7    | 8    |
| 24   | 9    | 10   | 11   | 12   | 13   | 14   | 15   |
| 25   | 16   | 17   | 18   | 19   | 20   | 21   | 22   |
| 26   | 23   | 24   | 25   | 26   | 27   | 28   | 29   |
| 27   | 30   |      |      |      |      |      |      |
| ---- | ---- | ---- | ---- | ---- | ---- | ---- | ---- |

| Juli | Juli | Juli | Juli | Juli | Juli | Juli | Juli |
| Kw   | Mo   | Di   | Mi   | Do   | Fr   | Sa   | So   |
| 27   |      | 1    | 2    | 3    | 4    | 5    | 6    |
| 28   | 7    | 8    | 9    | 10   | 11   | 12   | 13   |
| 29   | 14   | 15   | 16   | 17   | 18   | 19   | 20   |
| 30   | 21   | 22   | 23   | 24   | 25   | 26   | 27   |
| 31   | 28   | 29   | 30   | 31   |      |      |      |
| ---- | ---- | ---- | ---- | ---- | ---- | ---- | ---- |

| August | August | August | August | August | August | August | August |
| Kw     | Mo     | Di     | Mi     | Do     | Fr     | Sa     | So     |
| 31     |        |        |        |        | 1      | 2      | 3      |
| 32     | 4      | 5      | 6      | 7      | 8      | 9      | 10     |
| 33     | 11     | 12     | 13     | 14     | 15     | 16     | 17     |
| 34     | 18     | 19     | 20     | 21     | 22     | 23     | 24     |
| 35     | 25     | 26     | 27     | 28     | 29     | 30     | 31     |
| ------ | ------ | ------ | ------ | ------ | ------ | ------ | ------ |

| September | September | September | September | September | September | September | September |
| Kw        | Mo        | Di        | Mi        | Do        | Fr        | Sa        | So        |
| 36        | 1         | 2         | 3         | 4         | 5         | 6         | 7         |
| 37        | 8         | 9         | 10        | 11        | 12        | 13        | 14        |
| 38        | 15        | 16        | 17        | 18        | 19        | 20        | 21        |
| 39        | 22        | 23        | 24        | 25        | 26        | 27        | 28        |
| 40        | 29        | 30        |           |           |           |           |           |
| --------- | --------- | --------- | --------- | --------- | --------- | --------- | --------- |

| Oktober | Oktober | Oktober | Oktober | Oktober | Oktober | Oktober | Oktober |
| Kw      | Mo      | Di      | Mi      | Do      | Fr      | Sa      | So      |
| 40      |         |         | 1       | 2       | 3       | 4       | 5       |
| 41      | 6       | 7       | 8       | 9       | 10      | 11      | 12      |
| 42      | 13      | 14      | 15      | 16      | 17      | 18      | 19      |
| 43      | 20      | 21      | 22      | 23      | 24      | 25      | 26      |
| 44      | 27      | 28      | 29      | 30      | 31      |         |         |
| ------- | ------- | ------- | ------- | ------- | ------- | ------- | ------- |

| November | November | November | November | November | November | November | November |
| Kw       | Mo       | Di       | Mi       | Do       | Fr       | Sa       | So       |
| 44       |          |          |          |          |          | 1        | 2        |
| 45       | 3        | 4        | 5        | 6        | 7        | 8        | 9        |
| 46       | 10       | 11       | 12       | 13       | 14       | 15       | 16       |
| 47       | 17       | 18       | 19       | 20       | 21       | 22       | 23       |
| 48       | 24       | 25       | 26       | 27       | 28       | 29       | 30       |
| -------- | -------- | -------- | -------- | -------- | -------- | -------- | -------- |

| Dezember | Dezember | Dezember | Dezember | Dezember | Dezember | Dezember | Dezember |
| Kw       | Mo       | Di       | Mi       | Do       | Fr       | Sa       | So       |
| 49       | 1        | 2        | 3        | 4        | 5        | 6        | 7        |
| 50       | 8        | 9        | 10       | 11       | 12       | 13       | 14       |
| 51       | 15       | 16       | 17       | 18       | 19       | 20       | 21       |
| 52       | 22       | 23       | 24       | 25       | 26       | 27       | 28       |
| 1        | 29       | 30       | 31       |          |          |          |          |
| -------- | -------- | -------- | -------- | -------- | -------- | -------- | -------- |

| Januar | Januar | Januar | Januar | Januar | Januar | Januar | Januar |
| Kw     | Mo     | Di     | Mi     | Do     | Fr     | Sa     | So     |
| 1      |        |        | 1      | 2      | 3      | 4      | 5      |
| 2      | 6      | 7      | 8      | 9      | 10     | 11     | 12     |
| 3      | 13     | 14     | 15     | 16     | 17     | 18     | 19     |
| 4      | 20     | 21     | 22     | 23     | 24     | 25     | 26     |
| 5      | 27     | 28     | 29     | 30     | 31     |        |        |
| ------ | ------ | ------ | ------ | ------ | ------ | ------ | ------ |

| Februar | Februar | Februar | Februar | Februar | Februar | Februar | Februar |
| Kw      | Mo      | Di      | Mi      | Do      | Fr      | Sa      | So      |
| 5       |         |         |         |         |         | 1       | 2       |
| 6       | 3       | 4       | 5       | 6       | 7       | 8       | 9       |
| 7       | 10      | 11      | 12      | 13      | 14      | 15      | 16      |
| 8       | 17      | 18      | 19      | 20      | 21      | 22      | 23      |
| 9       | 24      | 25      | 26      | 27      | 28      |         |         |
| ------- | ------- | ------- | ------- | ------- | ------- | ------- | ------- |

| März | März | März | März | März | März | März | März |
| Kw   | Mo   | Di   | Mi   | Do   | Fr   | Sa   | So   |
| 9    |      |      |      |      |      | 1    | 2    |
| 10   | 3    | 4    | 5    | 6    | 7    | 8    | 9    |
| 11   | 10   | 11   | 12   | 13   | 14   | 15   | 16   |
| 12   | 17   | 18   | 19   | 20   | 21   | 22   | 23   |
| 13   | 24   | 25   | 26   | 27   | 28   | 29   | 30   |
| 14   | 31   |      |      |      |      |      |      |
| ---- | ---- | ---- | ---- | ---- | ---- | ---- | ---- |

| April | April | April | April | April | April | April | April |
| Kw    | Mo    | Di    | Mi    | Do    | Fr    | Sa    | So    |
| 14    |       | 1     | 2     | 3     | 4     | 5     | 6     |
| 15    | 7     | 8     | 9     | 10    | 11    | 12    | 13    |
| 16    | 14    | 15    | 16    | 17    | 18    | 19    | 20    |
| 17    | 21    | 22    | 23    | 24    | 25    | 26    | 27    |
| 18    | 28    | 29    | 30    |       |       |       |       |
| ----- | ----- | ----- | ----- | ----- | ----- | ----- | ----- |

| Mai | Mai | Mai | Mai | Mai | Mai | Mai | Mai |
| Kw  | Mo  | Di  | Mi  | Do  | Fr  | Sa  | So  |
| 18  |     |     |     | 1   | 2   | 3   | 4   |
| 19  | 5   | 6   | 7   | 8   | 9   | 10  | 11  |
| 20  | 12  | 13  | 14  | 15  | 16  | 17  | 18  |
| 21  | 19  | 20  | 21  | 22  | 23  | 24  | 25  |
| 22  | 26  | 27  | 28  | 29  | 30  | 31  |     |
| --- | --- | --- | --- | --- | --- | --- | --- |

| Juni | Juni | Juni | Juni | Juni | Juni | Juni | Juni |
| Kw   | Mo   | Di   | Mi   | Do   | Fr   | Sa   | So   |
| 22   |      |      |      |      |      |      | 1    |
| 23   | 2    | 3    | 4    | 5    | 6    | 7    | 8    |
| 24   | 9    | 10   | 11   | 12   | 13   | 14   | 15   |
| 25   | 16   | 17   | 18   | 19   | 20   | 21   | 22   |
| 26   | 23   | 24   | 25   | 26   | 27   | 28   | 29   |
| 27   | 30   |      |      |      |      |      |      |
| ---- | ---- | ---- | ---- | ---- | ---- | ---- | ---- |

| Juli | Juli | Juli | Juli | Juli | Juli | Juli | Juli |
| Kw   | Mo   | Di   | Mi   | Do   | Fr   | Sa   | So   |
| 27   |      | 1    | 2    | 3    | 4    | 5    | 6    |
| 28   | 7    | 8    | 9    | 10   | 11   | 12   | 13   |
| 29   | 14   | 15   | 16   | 17   | 18   | 19   | 20   |
| 30   | 21   | 22   | 23   | 24   | 25   | 26   | 27   |
| 31   | 28   | 29   | 30   | 31   |      |      |      |
| ---- | ---- | ---- | ---- | ---- | ---- | ---- | ---- |

| August | August | August | August | August | August | August | August |
| Kw     | Mo     | Di     | Mi     | Do     | Fr     | Sa     | So     |
| 31     |        |        |        |        | 1      | 2      | 3      |
| 32     | 4      | 5      | 6      | 7      | 8      | 9      | 10     |
| 33     | 11     | 12     | 13     | 14     | 15     | 16     | 17     |
| 34     | 18     | 19     | 20     | 21     | 22     | 23     | 24     |
| 35     | 25     | 26     | 27     | 28     | 29     | 30     | 31     |
| ------ | ------ | ------ | ------ | ------ | ------ | ------ | ------ |

| September | September | September | September | September | September | September | September |
| Kw        | Mo        | Di        | Mi        | Do        | Fr        | Sa        | So        |
| 36        | 1         | 2         | 3         | 4         | 5         | 6         | 7         |
| 37        | 8         | 9         | 10        | 11        | 12        | 13        | 14        |
| 38        | 15        | 16        | 17        | 18        | 19        | 20        | 21        |
| 39        | 22        | 23        | 24        | 25        | 26        | 27        | 28        |
| 40        | 29        | 30        |           |           |           |           |           |
| --------- | --------- | --------- | --------- | --------- | --------- | --------- | --------- |

| Oktober | Oktober | Oktober | Oktober | Oktober | Oktober | Oktober | Oktober |
| Kw      | Mo      | Di      | Mi      | Do      | Fr      | Sa      | So      |
| 40      |         |         | 1       | 2       | 3       | 4       | 5       |
| 41      | 6       | 7       | 8       | 9       | 10      | 11      | 12      |
| 42      | 13      | 14      | 15      | 16      | 17      | 18      | 19      |
| 43      | 20      | 21      | 22      | 23      | 24      | 25      | 26      |
| 44      | 27      | 28      | 29      | 30      | 31      |         |         |
| ------- | ------- | ------- | ------- | ------- | ------- | ------- | ------- |

| November | November | November | November | November | November | November | November |
| Kw       | Mo       | Di       | Mi       | Do       | Fr       | Sa       | So       |
| 44       |          |          |          |          |          | 1        | 2        |
| 45       | 3        | 4        | 5        | 6        | 7        | 8        | 9        |
| 46       | 10       | 11       | 12       | 13       | 14       | 15       | 16       |
| 47       | 17       | 18       | 19       | 20       | 21       | 22       | 23       |
| 48       | 24       | 25       | 26       | 27       | 28       | 29       | 30       |
| -------- | -------- | -------- | -------- | -------- | -------- | -------- | -------- |

| Dezember | Dezember | Dezember | Dezember | Dezember | Dezember | Dezember | Dezember |
| Kw       | Mo       | Di       | Mi       | Do       | Fr       | Sa       | So       |
| 49       | 1        | 2        | 3        | 4        | 5        | 6        | 7        |
| 50       | 8        | 9        | 10       | 11       | 12       | 13       | 14       |
| 51       | 15       | 16       | 17       | 18       | 19       | 20       | 21       |
| 52       | 22       | 23       | 24       | 25       | 26       | 27       | 28       |
| 1        | 29       | 30       | 31       |          |          |          |          |
| -------- | -------- | -------- | -------- | -------- | -------- | -------- | -------- |

## Ereignisse

### Politik und Weltgeschehen

#### Westeuropa
- 20. Mai: Alfons V. von Portugal besiegt seinen Onkel Peter von Coimbra in der Schlacht von Alfarrobeira und beginnt selbständig zu regieren.

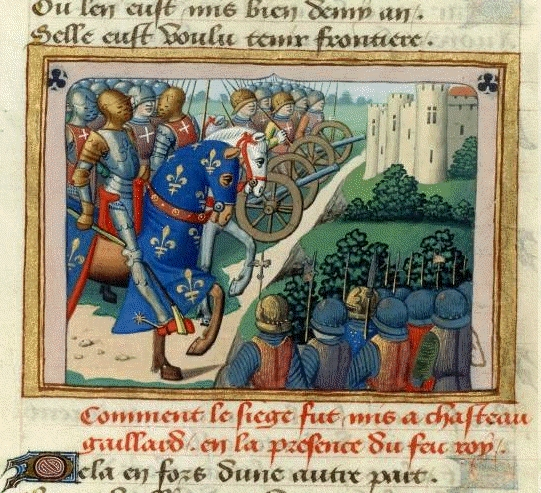
Belagerung von Château Gaillard

- Hundertjähriger Krieg: Karl VII. erobert die Städte Rouen, Verneuil und Château Gaillard für Frankreich zurück.
- In Toledo kommt es zu einem Pogrom gegen zum Christentum konvertierte Juden (marranos).

#### Heiliges Römisches Reich
- 12. Februar: Siegmund, Erzherzog von Österreich und Regent von Tirol und Vorderösterreich, heiratet seine erste Gemahlin Eleonore von Schottland.
- 6. Juli: In der Schlacht bei Castione siegt die aus dem Herzogtum Mailand hervorgegangene Ambrosianische Republik über den eidgenössischen Ort Uri während der Ennetbirgischen Feldzüge.
- 1. September: In der Schlacht bei Waldstetten im Oberdeutschen Städtekrieg wird ein Aufgebot der Reichsstadt Schwäbisch Gmünd, das sich auf dem Heimweg von Waldstetten, wo es die rechbergische Burg auf dem Eichhölzle zerstört hat, von einer aus Göppingen herbeigeeilten Heeresabteilung des Grafen Ulrich V. von Württemberg überrascht. Über die Hälfte des rund 600 Mann starken Aufgebots wird getötet oder gefangen genommen, fast das ganze wertvolle Kriegsgerät fällt in die Hände der Feinde.

#### Byzantinisches Reich
- 6. Januar: Konstantin XI. wird als Nachfolger seines im Vorjahr verstorbenen Bruders Johannes VIII. zum byzantinischen Kaiser gekrönt. Vor seiner eigenen Kaiserschaft war Konstantinos der Despot der byzantinischen Provinz Morea auf der Halbinsel Peloponnes. Die Krönung findet noch vor seiner Abreise nach Konstantinopel in der dortigen Hauptstadt Mistra statt, um etwaigen Einsprüchen des Osmanischen Reichs unter Sultan Mehmed II. zuvorzukommen, das zu diesem Zeitpunkt bereits fast ganz Kleinasien besetzt hat.

#### Asien
- Juli: Der oiratische Mongolenführer Esen Taiji startet eine in drei parallelen Vorstößen groß angelegte Invasion von China. Er selber führt eine Truppe, die im August nach Datong im nördlichen Shanxi vorstößt. Als die Nachricht vom Vorstoß der Mongolen am Hof des Ming-Kaisers bekannt wird, ermutigt der mächtigste Beamte, der Eunuch Wang Zhen, den 22 Jahre alten Kaiser Zhengtong, sein Heer gegen die Mongolen zu führen. Die chinesische Streitmacht wird daraufhin eilig zusammengestellt. Das Kommando besteht aus 20 erfahrenen Generälen und einer großen Schar hochrangiger Zivilbeamter, die dem Oberbefehlshaber Wang Zhen untergeordnet sind.
- 3. August: Esens Heer vernichtet eine schlecht ausgerüstete chinesische Truppe bei Yanghe innerhalb der chinesischen Mauer. Am selben Tag bestimmt der Kaiser seinen Halbbruder Zhu Qiyu zu seinem Vertreter und verlässt Peking am nächsten Tag in Richtung auf die Passfestung Juyongguan. Das Ziel der Mission ist ein kurzer, scharfer Marsch über die Xuanfu-Garnison nach Westen bis Datong, von dort ein Vorstoß in die Steppe, um schließlich über eine südliche Route über Yuzhou nach Peking zurückzukehren.
- 20. August: Die Armee macht sich auf den Rückweg, nachdem eine Fortsetzung der Expedition als zu gefährlich eingeschätzt worden ist, allerdings nicht auf der geplanten südlichen Route, sondern auf einem nördlich gelegenen Weg.
- 30. August: Die Nachhut der Armee wird von einer Truppe der Mongolen angegriffen und vernichtet.
- 1. September: Esen Taiji schlägt die Ming in der Schlacht von Tumu und nimmt den chinesischen Kaiser Zhengtong gefangen. Die Mongolen, die auf einen solchen Sieg und die Gefangennahme des Kaisers nicht vorbereitet sind, versuchen erst, Lösegeld für Zhengtong zu erpressen.
- Zhengtongs jüngerer Bruder Jingtai übernimmt die Macht im Reich der Ming-Dynastie.

#### Afrika
Der Überlieferung nach gründen Berber die Stadt Agadez, die Hauptstadt des Sultanats Aïr. Aus dieser Zeit datiert auch der Sultanspalast von Agadez.

### Wissenschaft und Technik
Nach Unruhen und Aufständen in Samarkand wird das Observatorium des langjährigen Statthalters und Vizekönigs Ulugh Beg zerstört.

### Religion

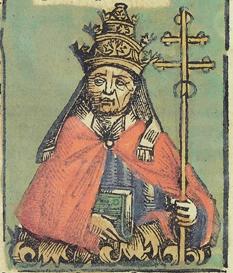
Amadeus VIII. von Savoyen als Gegenpapst Felix V. (Holzschnitt aus Schedelsche Weltchronik, 1493)

Der letzte historische Gegenpapst, Felix V., tritt im Alter von 66 Jahren zurück, wobei ihm der Rücktritt mit der Gewährung mehrerer Privilegien erleichtert wird. Papst Nikolaus V. wird vom Konzil in Lausanne anerkannt, das Felix vor zehn Jahren gewählt hat. Das Konzil löst sich auf und markiert das Ende der Konzilperiode.
- In Toledo wird die limpieza de sangre erstmals als Statut niedergeschrieben. Danach könnten konvertierte Juden und Moslems niemals „echte“ Christen werden, da der „Wahre Glaube“ biologisch vererbt würde.
- In Irland wird das Kloster Court gegründet.

## Geboren

### Geburtsdatum gesichert
- 01. Januar: Lorenzo il Magnifico, italienischer Politiker und Stadtherr von Florenz († 1492)
- 06. Januar: Christoph der Starke, wittelsbachischer Adeliger, Bruder Herzog Albrechts des Weisen von Bayern († 1493)
- 15. Januar: Katherina von Baden, Gräfin von Werdenberg-Sargans († 1484)
- 07. Februar: Adriana von Nassau-Dillenburg, Gräfin von Hanau-Münzenberg († 1477)
- 02. Juni: Domenico Ghirlandaio, Florentiner Maler der Renaissance († 1494)
- 20. September: Philipp I., der Jüngere, Graf von Hanau-Münzenberger († 1500)
- 25. September: Niccolò Machiavelli, Florentiner Politiker und Cousin des gleichnamigen Autors († 1516)
- 21. Oktober: George Plantagenet, 1. Duke of Clarence, englischer Adeliger († 1478)
- 11. November: Katharina von Podiebrad, Königin von Ungarn († 1464)
- 14. November: Sidonie von Böhmen, Herzogin von Sachsen und Markgräfin von Meißen († 1510)

### Genaues Geburtsdatum unbekannt
- Magnus Hundt, deutscher Philosoph, Anatom und Theologe († 1519)
- Johann IV., Graf von Holstein-Pinneberg († 1527)
- Konrad III., Graf von Tübingen, Herr zu Lichteneck († 1506)
- Aldus Manutius, venezianischer Buchdrucker und Verleger († 1515)
- Margarete von Sachsen, Kurfürstin von Brandenburg († 1501)
- Aleidis Raiscop, deutsche Benediktinerin und Schriftstellerin († 1507)

## Gestorben
- 03. Januar: Anne Beauchamp, 15. Countess of Warwick, englische Adelige (* 1444)
- 04. Januar: Cäcilie von Brandenburg, Herzogin von Braunschweig-Wolfenbüttel (* um 1405)
- 03. Februar: Meinhard von Neuhaus, Oberstburggraf von Böhmen (* 1398)
- 23. April: Jean Cadard, französischer Hofmeister, Hofarzt und königlicher Berater (* 1374)
- 08. Mai: Alexander MacDonald, 10. Earl of Ross, schottischer Adeliger (* um 1390)

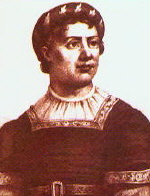
Peter von Portugal

- 20. Mai: Peter von Portugal, Prinz von Portugal und erster Herzog von Coimbra, regierte Portugal als Prinzregent (* 1392)
- 12. Juni: Lampert von Praunheim-Sachsenhausen, Abt der Reichsabtei St. Maximin in Trier (* um 1380)
- 19. Juli: Kaspar Schlick, erster bürgerlicher Kanzler des Heiligen Römischen Reichs (* um 1396)
- 13. August: Ludwig IV., Pfalzgraf und Kurfürst von der Pfalz (* 1424)
- 27. Oktober: Ulugh Beg, Timuriden-Fürst in Samarkand, bekannt als Astronom und als Gründer der Ulugbek-Madrasa  (* 1394)
- 31. Oktober: Elisabeth von Brandenburg, Herzogin von Liegnitz und Teschen (* 1403)
- 07. November: Konrad von Erlichshausen, Hochmeister des Deutschen Ordens (* um 1390/1395)
- 19. November: Kunigunde von Sternberg, Ehefrau des späteren böhmischen Königs Georg von Podiebrad (* 1425)

## Genaues Sterbedatum unbekannt
- Hans Wilhelm von Mülinen, Schweizer Adliger in Tirol (* 1388)